# جيس إكس. سنو
جيس إكس. سنو (بالإنجليزية: Jess X. Snow)‏ (1992)؛ كاتِبة وشاعرة أمريكية.

## روابط خارجية
- جيس إكس. سنو على موقع IMDb (الإنجليزية)